# شبكة صرف صحي مبسطة
شبكة الصرف الصحي المبسطة، التي تسمى أيضًا شبكة المجاري الصغيرة، هي نظام صرف صحي يعمل على تجميع مياه الصرف الصحية المنزلية (المياه السوداء والمياه الرمادية) ضمن أنابيب صغيرة القطر تتوضع على تدرجات مسطحة إلى حد ما. تُوضع شبكة الصرف المبسطة في الساحة الأمامية أو تحت الأرصفة أو ضمن الفناء الخلفي إذا كان ذلك ممكنًا بدلًا من توضعها وسط الطريق كما هو الحال مع الصرف الصحي التقليدي. تناسب شبكة الصرف الصحي المبسطة المناطق القائمة ذات الدخل المنخفض غير المخطط لها، وأيضًا العقارات السكنية الجديدة التي تتبع المخطط التنظيمي، إذ إنها تسمح بتخطيط أكثر مرونة. من الضروري في شبكة الصرف الصحي المبسطة وضع ترتيبات إدارية لإزالة الانسدادات التي تتكرر بشكل أكبر من تلك التي في مجاري الصرف التقليدية. تشير التقديرات إلى أن شبكة الصرف الصحي المبسط تخفض تكاليف الاستثمار بنسبة تصل إلى 50% مقارنة بالصرف الصحي التقليدي.
يُشار في بعض الأحيان إلى شبكة الصرف الصحي باسم الصرف الصحي التقليدي الذي تتوفر فيه معايير مناسبة، ما يعني أن معظم المجاري التقليدية مغالى في تصميمها.
ظهر مفهوم شبكة الصرف الصحي المبسطة في الوقت نفسه في كل من ناتال والبرازيل وكراتشي وباكستان في أوائل الثمانينيات دون أي تفاعل أو اتصال. سُلط الضوء في كلا الحالتين بشكل خاص على التعبئة المجتمعية، والتي تعتبر عنصرًا أساسيًا لنجاح شبكة الصرف الصحي المبسطة. تُعرف شبكة الصرف الصحي المبسطة في أمريكا اللاتينية، ولا سيما في البرازيل، باسم الصرف الصحي المشترك، وهو مصطلح يؤكد على أهمية مشاركة المجتمع المحلي في التخطيط والصيانة على مستوى الكتلة السكنية.

## لمحة مختصرة
تكون كلفة الربط بأنظمة الصرف الصحي مرتفعة في الغالب بالنسبة للعائلات الفقيرة، على الرغم من الرسوم الشهرية المنخفضة للصرف الصحي. تُفسر هذه المفارقة الواضحة بارتفاع تكاليف المنشآت الصحية في الأراضي وداخل المنزل التي يتعين على المستخدم دفعها كاملة. تُفرض في بعض الأحيان رسوم مرتفعة على خدمات الصرف الصحي من قبل المرافق العامة، فضلًا عن الافتقار إلى المشورة المجتمعية. ونتيجة لذلك، توضع المجاري التقليدية تحت الشوارع بتكاليف باهظة في حين أن العديد من قاطني تلك الشوارع غير مشتركين بها، فعلى سبيل المثال، بلغت نسبة الربط مع شبكة المجاري التقليدية في بعض المدن في البرازيل أقل من 40% من السكان المستهدفين.
تُعتبر مشاركة المجتمع المحلي في تخطيط أي نظام صرف صحي شرطًا أساسيًا لتحقيق معدلات ارتباط أعلى بشبكة الصرف الصحية للأسر والعائلات، وزيادة احتمال الصيانة المناسبة للمجاري الصحية داخل المربع السكني. بالإضافة إلى ذلك، بإمكان المشاركة المجتمعية تحفيز المستخدمين على تحمل جزء من تكاليف شبكة الصرف الصحي ضمن إمكانياتهم، مثل مساهمتهم في أعمال البناء أو الصيانة.
تُعقد اجتماعات على مستوى المربع السكني أثناء عملية التخطيط لنظام الصرف الصحي المبسط للحصول على المعلومات ومن أجل النقاشات والتوضيحات اللازمة لاتخاذ قرار مشترك بشأن تصميم الشبكات والمساهمات المجتمعية المطلوبة خلال عمليتي التشييد والصيانة. يمكن للمستخدمين أيضًا تمويل وتنفيذ المنشآت الصحية الداخلية والربط المنزلي، ويمكنهم أيضًا الاتفاق على نوع مناسب من الفروع المشتركة، ويُطلب منهم الامتثال للاتفاقات التي وُضعت لبناء وتشغيل هذه الفروع المشتركة فضلًا عن دفع الرسوم، ويوافق في المقابل مقدم الخدمة على الوفاء بمسؤولياته المُبرمة في عقد الاتفاق بين الطرفين. تتيح عملية المشاركة المجتمعية أيضًا فرصة جيدة لإجراءات تكميلية مثل تعزيز النظافة الصحية التي يمكنها التأثير بشكل كبير على الصحة العامة بتكلفة محدودة نسبيًا.

## التصميم والإنشاء
تُوضع شبكة المجاري المبسطة عادة في الفناء الأمامي أو تحت الأرصفة، ويمكن وضعها في بعض الحالات النادرة في الفناء الخلفي، إذ تكون أفرع الرصيف مفضلةً في التحضر المنتظم، في حين تناسب أفرع الفناء الخلفي أو الأمامي بشكل خاص الأحياء ذات الطبوغرافيا الصعبة أو أنماطًا أخرى من التحضر. في جميع الأحوال، لا تعمل أي من هذه الخيارات أحيانًا، فعلى سبيل المثال، لا يوجد رصيف أو فناء أمامي في العديد من مدن جنوب آسيا، لذلك توضع الأنابيب في منتصف الشوارع بالقرب من المجاري التقليدية.
تبلغ أقطار مجاري شبكة الصرف الصحي المبسطة النموذجية في أمريكا اللاتينية 100 ملم، تتوضع في تدرج من 1 إلى 200 أي (بنسبة 0.5%)، وتخدم هذه الشبكة نحو 200 أسرة مؤلفة من 5 أشخاص بتدفق يبلغ 80 لترًا من مياه الصرف الصحي لكل شخص يوميًا. أما في باكستان، فلا توجد معايير صارمة في ما يتعلق بمقاييس مجاري الصرف الصحي وأقطارها، فعلى سبيل المثال، استُخدمت أنابيب بقطر 150 ملم في مشروع أورانجي التجريبي.
يتطلب وضع مثل هذه الأنابيب ذات القطر الصغير في منحدرات مسطحة إلى حد ما تقنيات بناء دقيقة، إذ تُستخدم الأنابيب البلاستيكية كأفضل خيار لأنها قابلة للتوصيل بشكل صحيح وأكثر سهولة، وهذا يقلل من تسرب مياه الصرف الصحي من المجاري إلى المياه الجوفية. لا تحتاج شبكة الصرف الصحي المبسطة إلى وجود فتحات كبيرة ومكلفة كتلك المستخدمة في الصرف الصحي التقليدي، إذ تُستخدم عوضًا عن ذلك حجرات بسيطة من القطع الحجرية أو البلاستيكية.
يمكن تنفيذ أعمال التشييد من قبل المقاولين أو من جانب أفراد مجتمعيين مدربين بشكل مناسب يعملون تحت إشراف مدربين ومتخصصين لا يمكن الاستغناء عنهم في كلا الحالتين، لأن المقاولين في العديد من المدن ليسوا على دراية كافية بأعمال الصرف الصحي المبسط.

## مقارنة تكاليف الاستثمار
تتعلق كلفة الصرف الصحي، سواء كان مبسطًا أو تقليديًا، بالموقع، ولطالما تكون التقديرات عرضةً للخلافات، لكسن تكاليف تشييد شبكات الصرف الصحي المبسطة تصل إلى نصف تكاليف الصرف الصحي التقليدي. يأتي التوفير في تكاليف الاستثمار من مختلف الخصائص التي قد تكون أو لا تكون موجودة في نظام صرف صحي مبسط معين. ومن السمات الموفرة للتكاليف في أي نظام مبسط للصرف الصحي هو قطر الأنابيب الأصغر والخنادق الأصغر حجمًا والأقل عمقًا وغرف التفتيش المبسطة. تشير التقديرات إلى أن الميزتين الأخيرتين تستأثران بنسبة كبيرة من التوفير في التكاليف، بينما لا توجد الميزات الأخرى التي تقلل من التكاليف إلا في أنظمة معينة، مثل:
- الشبكات الأقصر
- تجنب الحاجة إلى إتلاف الأرصفة والممرات الإسمنتية (في حال وجودها وفي حال توضع الأنابيب في الأفنية الأمامية أو الخلفية)
- المعالجة اللامركزية لمياه الصرف الصحي على نطاق صغير، وبالتالي التخلص من المجمعات الرئيسية ومحطات ضخ مياه الصرف الصحي.

قد تزيد بعض العناصر التكاليف زيادة طفيفة بالمقارنة بالصرف الصحي التقليدي مثل إدخال مصائد للشحم أو حجرات اعتراضية لتسوية المخلفات الصلبة، والتي تعد أكثر شيوعًا في جنوب آسيا ولا تُستخدم في النماذج المشتركة. أظهرت دراسة أُجريت في عام 2006 لأربعة بلدان توفيرًا في التكاليف بنسبة تراوحت بين 31% إلى 57% عند استخدام المجاري المبسطة مقارنةً بالمجاري التقليدية، إذ تراوحت تكاليف الوحدة بين 119 دولارًا أمريكيًا لكل ربط في أحد أحياء بوليفيا و759 دولارًا أمريكيًا لكل ربط في بلدة صغيرة في الباراغواي. تشير إحدى التقديرات المفصلة إلى تكاليف الصرف الصحي المبسط في ليما بما لا يقل عن 700 دولار أمريكي لكل أسرة (120 إلى 140 دولارًا للفرد)، بما في ذلك إصلاح المرافق الصحية الداخلية (100 دولار أمريكي للأسرة الواحدة)، والتي تتضمن التصميم والإشراف والوساطة الاجتماعية (126 دولارًا أمريكيًا لكل أسرة، وهي تكاليف مشتركة مع البنية التحتية للمياه)، ولكن بعد استبعاد الضرائب.